# Presidente (ativista)
Sérgio Luiz Santos das Dores (6 de Junho de 1952 – Rio de Janeiro, 14 de Dezembro de 2015), conhecido como 'Presidente', foi um ativista e sem-teto na cidade do Rio de Janeiro. Foi a primeira pessoa em situação de rua a ser velada na Câmara Municipal do Rio de Janeiro, reconhecido pela sua participação relevante em movimentos sociais.
O 'Presidente', como era conhecido por participantes de movimentos sociais, se encontrava em situação de rua e por isso era sempre visto na Cinelândia por cerca de 20 anos, mas já se encontrava em situação de rua há mais de 30 anos. Apesar de optar por continuar vivendo nas ruas, era muito bem conectado e ativo em movimentos sociais, entre midiativistas e artivistas e foi participante ativo de múltiplas ocupações políticas na cidade, em especial na Cinelândia.

## Vida antes do ativismo
Sabe-se que Sérgio foi funcionário do IBGE, ingressando em 1981, foi casado e teve um filho. Um diário oficial o indica como auxiliar de Ciência e Tecnologia. Sérgio teria virado alcoólatra após o falecimento da mãe, divórcio e perda da casa da mãe para milicianos. Era pensionista federal, mas nunca conseguiu receber os R$ 5.600 de sua pensão. Sérgio aprendeu a lidar com sua adicção e passou muitos anos sem beber. Desde o início da década de 90 dormia na varanda do restaurante Amarelinho, bar icônico da Cinelândia, em dias de chuva. Sabe-se que era do signo de gêmeos.

## Presidente
Há algumas versões sobre o apelido que Sérgio recebeu. Uma delas explica que o apelido surgiu no acampamento dos professores em greve em 2011 na rua da Ajuda, como uma brincadeira contra a postura burocrática de alguns que queriam hierarquizar o movimento. Os ocupantes debochando de militantes partidários falaram que se era para ter uma hierarquia o 'presidente' seria o Sérgio, que estava sempre de pé cedo, panfletava em todos os mutirões e sempre estava ajudando todo mundo.
Mais tarde, seria chamado de 'presidente' também no mesmo ano, no Ocupa Rio, ocupação política realizada na cidade em 2011, no contexto de ocupações globais inspiradas por Occupy Wall Street. Os motivos teriam sido sua voz fanha e falas contundentes, lembrando o presidente Lula.
Outra versão fala que o apelido teria sido recebido na Vila Mimosa, conjunto de prostíbulos famoso na Zona Norte do Rio de Janeiro. 'Presidente' seria um apelido dado a ele diretamente pelas prostitutas da área pela sua fama de galã.
Independente da origem, o apelido de Sérgio ganhou significado crescente com sua relevante participação nas ocupações políticas. À data de sua morte, Sérgio era reconhecido simbolicamente como sendo de fato uma autoridade moral frente a diversos coletivos e movimentos sociais da cidade e valorizado tal como um 'presidente' ativista.

## Ocupações políticas
Ao longo de 16 anos Sérgio participou incansavelmente em inúmeras e algumas das mais importantes ocupações políticas na cidade. Firme em suas convicções políticas, em 1999 Sérgio decidiu apoiar a “Ocupação dos Mata Mosquitos”, ato político de ocupação do espaço público realizado por trabalhadores da SUCAM e nela já demonstrava inteligência e autoridade moral. Posteriormente Sérgio participou ativamente das ocupações dos professores na rua da Ajuda, "Guerreiros Urbanos" na região portuária da cidade e "Ocupa Rio" em 2011; "Ocupa dos Povos" e do IASERJ em 2012; "Aldeia Maracanã" em 2013.
Um marco importante foi o ano de 2013, que começou com a ocupação "Aldeia Maracanã" e se desdobrou nas Jornadas de Junho. Um dos desenvolvimentos centrais das manifestações e ocupações na cidade naquele ano foi o movimento "Ocupa Câmara Rio" na Cinelândia, no qual Sérgio teve participação contínua e essencial, tendo a ocupação como lar por 2 meses.
Após o Ocupa Câmara Rio o 'presidente' se aproximou decisivamente de jovens que passaram a participar ativamente de movimentos sociais em 2013 e se tornou amigo próximo e respeitado por muitos. Continuou vivendo nas ruas apenas por opção, pois muitos lhe ofereceram estadia, que ele apenas eventual e temporariamente aceitava. Ele dizia que o que o agradava era a solidariedade de seus companheiros e não a caridade que, na verdade, oprime quem recebe. Em 2014 o presidente participou do movimento "Ocupa Telerj" e em 2015 do movimento "Ocupa Marina da Glória".

## Personagens
Sérgio, reconhecido simbolicamente como 'presidente' em movimentos sociais, participou de muitas intervenções e frequentemente era visto à frente das manifestações ocorridas na cidade após 2013. Nas intervenções e manifestações assumia frequentemente personagens, um dos mais relevantes foi o 'Phoder Público', uma brincadeira com seu apelido e com a atuação das autoridades públicas eleitas.

## Personalidade
Era irreverente, mas respeitado pela sua postura, coragem e coerência. Era uma pessoa de grande consciência política. Pela sua disposição ao diálogo com todos os grupos de pessoas que circulavam na Cinelândia, era considerado fonte segura de informações importantes, mesmo sem internet.
Algumas das frases características pelas quais era conhecido eram "aquele filho da puuuta", "pu-ta-que-pa-riu" e "fooda-se". Adorava cantar em eventos culturais uma paródia da música Carinhoso: "Policial, não sei porque - Bate em mim, quando me vê - E os meus olhos ficam ardendo - E os hematomas aparecendo - Mas mesmo assim... não têm din din"

## Morte
Sérgio Luiz Santos das Dores faleceu no dia 14 de dezembro de 2015, na sala vermelho da UPA Souza Aguiar. Uma infecção aguda na perna, que se tornou generalizada, fez sucumbir o icônico "representante" das ruas cariocas, após múltiplas paradas cardíacas.
Sérgio não teria recebido tratamento adequado, sendo diagnosticado erroneamente com abstinência alcoólica pelas tremedeiras do mal de Parkinson que tinha e recebido glicose, apesar de ser diabético. O tratamento adequado veio apenas após pressão de amigos ativistas
O 'presidente' se tornou o primeiro morador de rua a ser velado na Câmara Municipal do Rio de Janeiro. Em seu velório e enterro estiveram presentes índios, garis, professores, moradores de rua, vereadores, juiz, praticante da tática black bloc e quase 300 pessoas, demostrando sua ampla legitimidade como ativista.
Seu corpo foi levado em cortejo fúnebre de 100 pessoas até o Cemitério do Catumbi, acompanhado por três batedores da guarda municipal. Foi enterrado nesse cemitério, sob canto e honrarias dos presentes.